# Bert Romijn

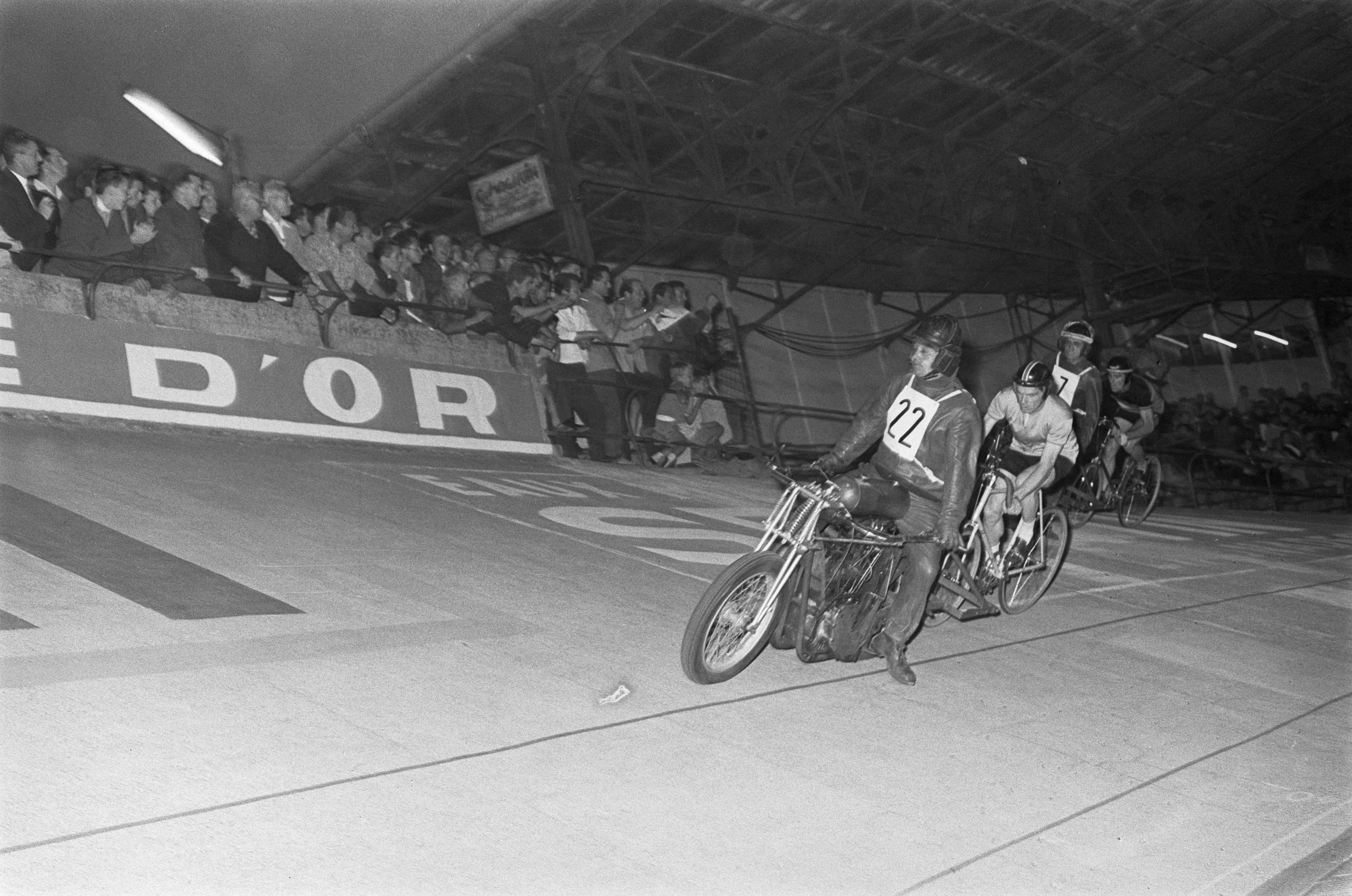
Bert Romijn en 1963

Bert Romijn (La Haya, 22 de agosto de 1934-Rijswijk, 19 de julio de 2018) fue un deportista neerlandés que compitió en ciclismo en la modalidad de pista. Ganó una medalla de plata en el Campeonato Mundial de Ciclismo en Pista de 1966, en la prueba de medio fondo.

## Medallero internacional
| Campeonato Mundial | Campeonato Mundial | Campeonato Mundial | Campeonato Mundial |
| Año                | Lugar              | Medalla            | Competición        |
| ------------------ | ------------------ | ------------------ | ------------------ |
| 1966               | Fráncfort ( RFA)   | Medalla de plata   | Medio fondo (A)    |